# Jan Blokhuijsen
Jan Blokhuijsen, född den 1 april 1989 i Langedijk, Nederländerna, är en nederländsk skridskoåkare.
Han tog OS-brons i herrarnas lagtempo i samband med de olympiska skridskotävlingarna 2010 i Vancouver.
Blokhuijsen tog en silvermedalj på 5 000 meter och en guldmedalj i lagtempo under olympiska vinterspelen 2014 i Sotji. Vid de olympiska skridskotävlingarna 2018 i Pyeongchang tog han en bronsmedalj i lagtempo.